# Ralf Liivar
Ralf Liivar (* 2. April 1903 in Tallinn, Gouvernement Estland; † 14. Juni 1990 ebenda) war ein estnischer Fußballspieler. Mit der Estnischen Fußballnationalmannschaft nahm er an den Olympischen Sommerspielen 1924 in Paris teil.

## Karriere
Ralf Liivar wurde im Jahr 1903 in Tallinn geboren. Im jugendlichen Alter trat er dem JK Tallinna Kalev bei, um sich sportlich zu betätigen. Ab 1929 studierte Liivar an der Technischen Universität von Tallinn. Seine fußballerische Karriere, die von Jahre 1924 bis 1928 andauerte, absolvierte er in seiner Heimatstadt bei Tallinna Kalev und dem Tallinna JK. Mit dem Tallinna JK gewann Liivar in den Spielzeiten 1926 und 1928 die Meisterschaft in Estland.
Für die Estnische Nationalmannschaft nahm er an den Olympischen Sommerspielen 1924 in Paris teil, wurde dort allerdings nicht eingesetzt. Er spielte für die Landesauswahl nach seinem Debüt im Juni 1924 gegen die Türkei in zwölf weiteren Länderspielen, darunter einmal als Mannschaftskapitän im Oktober 1927 gegen Lettland im Kadrioru staadion von Tallinn.

## Erfolge
im Fußball:
- Estnischer Meister: 1926, 1928